# Sochaczew Chodaków
Sochaczew Chodaków – wąskotorowy i normalnotorowy przystanek osobowy w Sochaczewie; w dzielnicy Chodaków, w województwie mazowieckim, w Polsce.